# Isolda viridis
Isolda viridis är en ringmaskart som beskrevs av Hartmann-Schröder 1965. Isolda viridis ingår i släktet Isolda och familjen Ampharetidae. Inga underarter finns listade i Catalogue of Life.